# 蔵米
蔵米（くらまい）は、ごく広義には蔵に納められる米のことであるが、一般には江戸時代において、幕府や藩などの蔵に年貢として収納された米のことを指す。
この米は大きく分けて俸禄支給と換金とに回されるため、さらに蔵米には以下で述べる2つの意味が生じた。
切米（きりまい）とも呼ばれる。

## 俸禄としての蔵米
この意味での蔵米は、武士の俸禄制度のひとつ。庫米、廩米、稟米とも書かれた。またその制度により支給される米（玄米）を「俵」単位で表した支給形態を指す。これに対し、現米（諸藩では切米）は「石高」表示で現物の米（金銭）を支給する形態を指す。
例えば、幕府の直臣の場合、旗本・御家人などは知行地を与えられ、その知行地から収納する年貢米が収入となる（知行取り）。しかし中・下級の旗本や御家人の中には知行地を与えられず、幕府の天領から収納され幕府の蔵に納められた米から、俸禄として現物支給された者たちもいた。この現物支給される米のことを蔵米と言い、こうした者たち、あるいはその階層のことを「蔵米取り」とされた。知行取りの身分であっても、身分における禄高が役職の基準を下回っていたり、家督相続前（部屋住み）の出仕である場合（部屋住勤仕）などの、封禄と役職との差額を埋める足高の制においては、蔵米の支給で対処された。
蔵米取りの者の禄高は「蔵米三百俵」のように俵数で表されるのが一般的であった。蔵米取りの場合、俸禄は年3回に分けて支給されるのが常で、2月と5月に各1/4、10月に1/2が支給された。それぞれ「春借米」「夏借米」「冬切米」と呼んだ。ただし、俸禄は全量米だけで支給されるわけではなく、米の一部はその時季の米価に応じて金銭で支払われるのが通例であった。浅草の札差がそれらの米を百俵に付き金1分の手数料で御米蔵から受け取り、運搬・売却を金2分の手数料で請け負った。
幕府では1俵=3斗5升入（0.35石）、加賀藩では1俵=5斗入で換算されていた。米の品質は、幕府の場合、上米・中上米・中米・中次米の4等級に分かれ、高職者に上米、並の役職者に中米、無役者に中次米を支給していた。
なお、近世武家の俸禄形態には知行取り、蔵米取りの他、現米取り（切米取り）と扶持取りがあり、知行取り1石=米1俵、現米35石=100俵、1人扶持=米5俵で換算されていた。つまり、知行取り100石=蔵米100俵=現米35石=20人扶持=金35両となる（俵 (単位)#「石」と「俵」参照）。
諸藩においても、中・下級家臣の俸禄を蔵米とする場合があった。また特に譜代諸藩などでは、家臣に実際に知行地を与える地方知行が、例えば越後国では転封先での相給による地方知行拝領や給人の権限の制約などでほぼ寛永以降に、代官が給人に代わってまとめて税を徴収して藩庫に納めた上で改めて家臣に支給するという方式による地方知行が定着して次第に形骸化し、知行を与えられながら実際は蔵米を支給される例も多くなっていった。このような形態を蔵米知行と呼ぶ。
このように蔵米で拝領する点では蔵米取りも蔵米知行も同じだが、柳川藩の分限帳を例にすると蔵米知行の場合は分限帳において石単位で基本的に表記され、算定の根拠は地方知行が元となっている。対して蔵米取りは俵・扶持単位で表記されている。

### 平民への特例扶持
武士への俸禄以外に、例外的に領主から褒賞として平民へ扶持が支給されることがあった。例として、大和郡山藩では後の赤膚焼陶工の奥田木白の質・金融業の奥田家に父親の代から南都大社寺からの借り入れの金融斡旋業で藩財政に貢献したと、苗字帯刀を許し扶持も支給された。このような藩に経済的な貢献や多額の献金をした商人、また行政の末端に参与して功労のあった町年寄、特別の技能を認めた技術者、能楽師や力士、善行で表彰された農民などに、生涯または臨時的に扶持を支給し、あわせて苗字帯刀を許すこともあった。ただし領主の褒賞であり武士身分の付与ではない。

## 市場における蔵米
この意味での蔵米は、幕府や藩の蔵から換金のために市場に放出された米のことを指す。
江戸時代の諸藩は、収納した米をより有利な形で換金するために、江戸や大坂といった大都市に蔵屋敷を設けて廻米を行い、これを市中の米市場に放出・売却した。
なお、これに対して、こうした蔵屋敷を経由せずに商人の手で大坂などの大都市に集荷される米を納屋米と言った。